# 石抹荣
石抹荣，金朝初期将领，字昌祖，契丹族，石抹氏。
石抹荣先辈出仕辽朝。六岁时，其父石抹惕益（萧惕益）护从辽天祚帝奔天德军，他与母亲流离道路，被金朝宗室完颜谷神收纳。长大后，事奉秦王完颜宗翰，充任幕府。金熙宗天眷二年（1139年），充护卫。升任宿直将军。天德元年（1149年），为开远军节度使，改天德尹，改任泰宁军节度使，转任延安尹、东平尹。正隆六年（1161年），跟随完颜亮攻打南宋，为神果军都总管，留驻泗州，以遏逃兵。金世宗大定元年（1161年），还镇东平，镇压山东各地反金起事。大定二年（1162年），以本官充任山东西路、大名路等路都统。因病，改任太原尹，历任益都尹、签书枢密院事、北京（今内蒙古宁城县西大明城）、东京（今辽宁辽阳市）留守、陕西路统军使、南京（今开封市）和西京（今大同市）留守。因高价卖私物，抑价买民物，获罪削两阶解职。后起复为临潢尹，改任临洮尹。六十三岁去世。